# گورچاران سینگ گروال
گورچاران سینگ گروال (انگلیسی: Gurcharan Singh Grewal; ۴ مهٔ ۱۹۱۱ – ۷ فوریهٔ ۱۹۴۹) بازیکن هاکی روی چمن اهل هند بود.
وی به‌همراه تیم ملی هاکی روی چمن مردان هند به قهرمانی بازی‌های المپیک تابستانی ۱۹۳۶ دست پیدا کرده‌ است.